# Pic des Vautours
Le pic des Vautours ou pic sacré de l’Aigle (pali : Gijjhakuta, sanskrit : Gridhrakuta, IAST : Gṛdhrakūṭa, devanagari : गृध्रकूट, tibétain བྱ་རྒོད་ཕུང་པོའི་རི) est une montagne de la ville de Rajgir (autrefois Rajagaha, capitale du royaume de Magadha), dans le district de Nālandā, État du Bihar, en Inde.

## Religion

### Bouddhisme

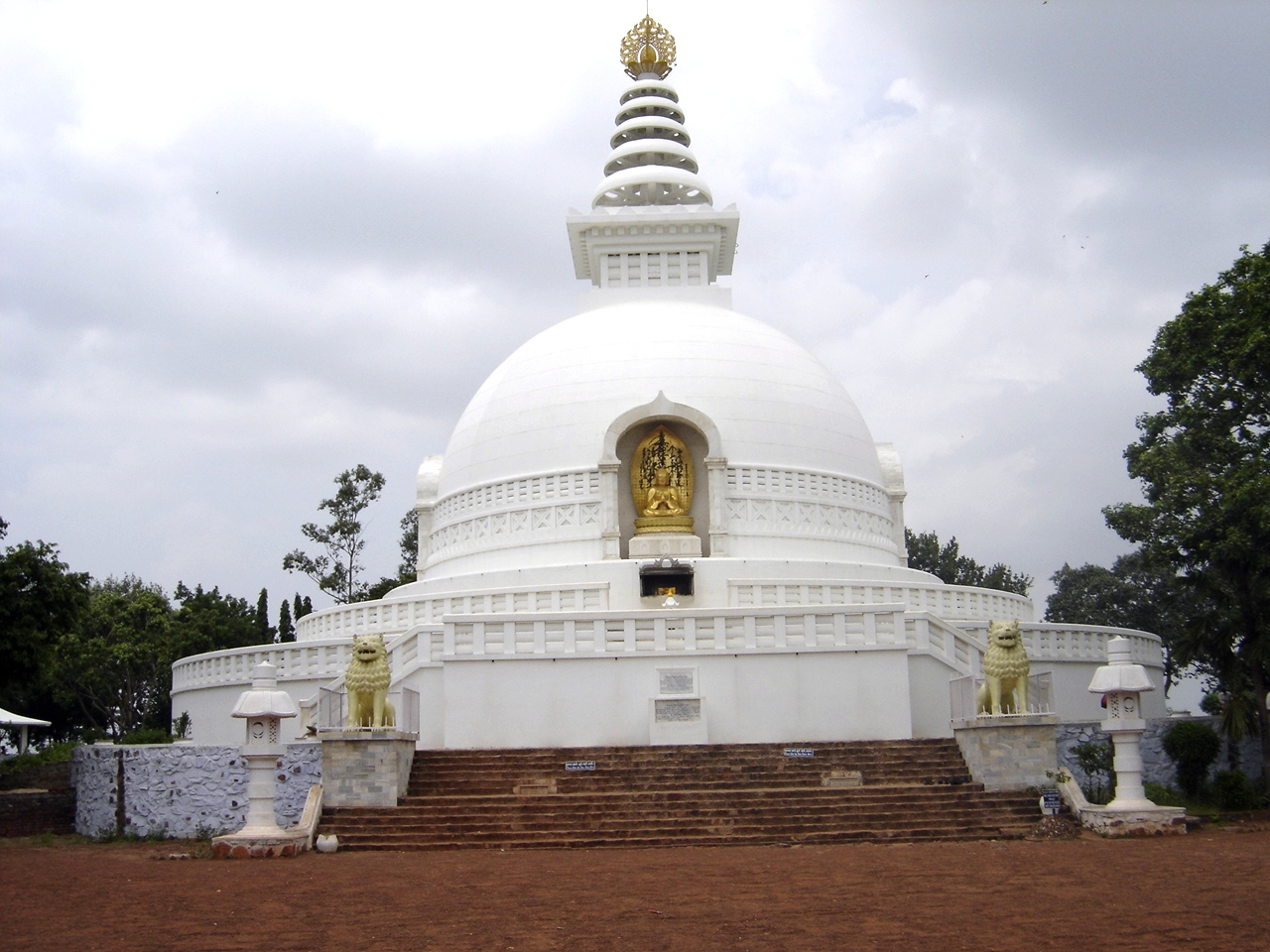
Shanti Stupa (pagode de la paix).

Le pic des Vautours était l'un des deux séjours favoris du Bouddha lorsqu'il se trouvait  à Rajagaha. On y trouve de nos jours des ruines appelées Mulakandha Kuti, ainsi qu'un stupa récemment édifié par des bouddhistes japonais et dénommé Shanti Stupa. Une statue du Bouddha, datant du Vie siècle, y fut découverte. Elle se trouve actuellement au musée archéologique de Nalanda.
Le pic des Vautours est surtout connu pour être l'endroit où furent donnés les enseignements de la deuxième mise en mouvement de la roue du Dharma et notamment le Saddharmapuṇḍarīkasūtra (le Sūtra du Lotus). C'est aussi le lieu où Shariputra atteignit l'éveil. C'est pourquoi cet endroit est particulièrement visité par les pèlerins, notamment japonais et coréens.

### Bouddhisme Chán

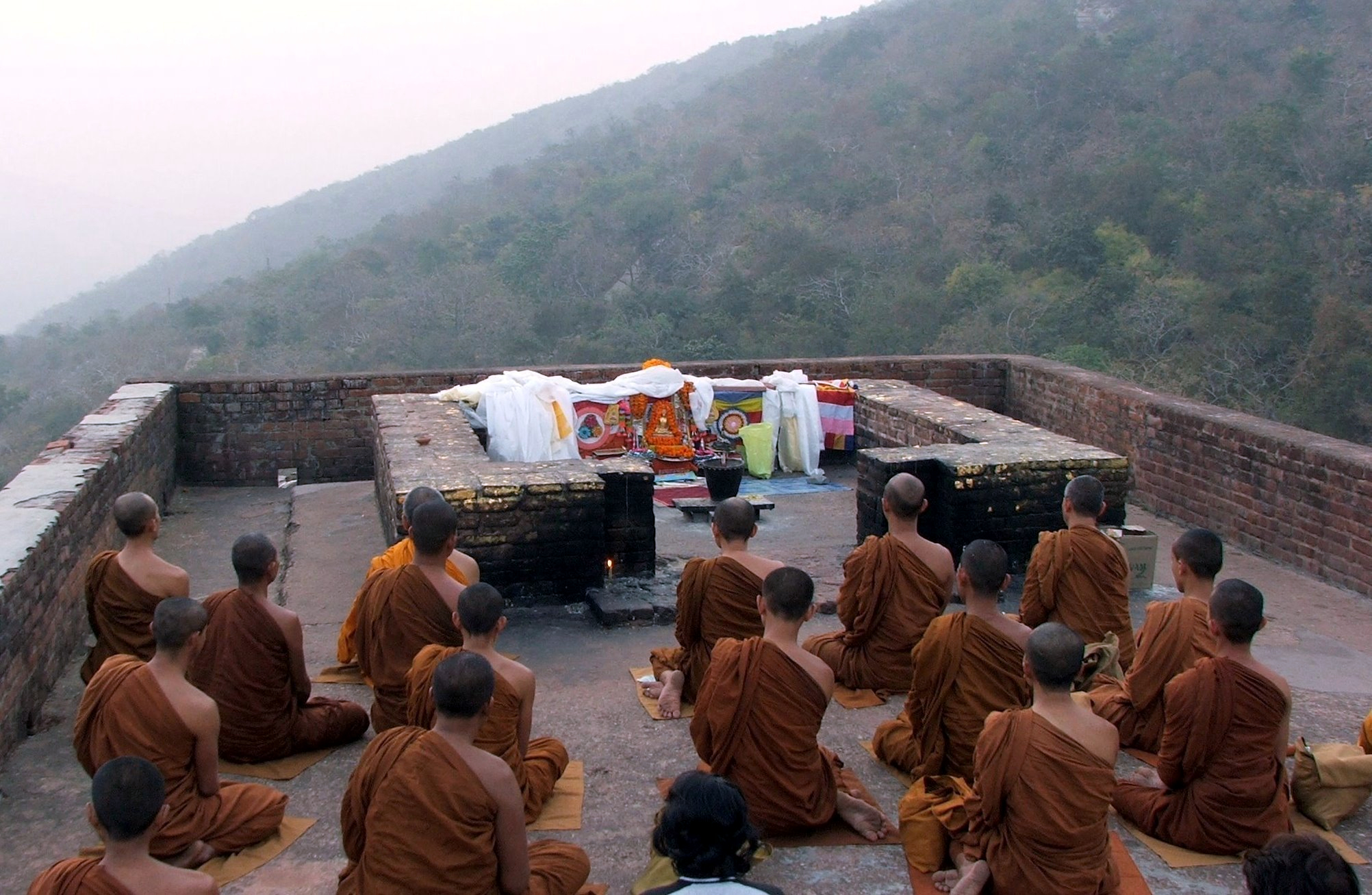
Moines chan méditant au Mulakandha Kuti.

Ce serait sur ce mont que, selon les légendes, le bouddhisme Chán (zen en japonais) serait né. D'après le Lankavatara Sūtra, le Bouddha Shakyamuni y aurait fait un sermon à ses disciples. Pour tenter d'expliquer un point de son enseignement, il se contenta de cueillir silencieusement une fleur d'udumbara. Aucun des disciples n'aurait compris le message qu'il tentait de faire passer, à l'exception de Mahakashyapa, qui aurait souri au Bouddha. Celui-ci lui aurait alors dit devant l'assemblée qu'il lui avait ainsi transmis son trésor spirituel le plus précieux. C'est une préfiguration de la description du chán que l’on prêtera à Bodhidharma : « Pas d’écrit, un enseignement différent [de tous les autres], qui touche directement l’esprit pour révéler la vraie nature de bouddha (不立文字、教外別傳, 直指人心，見性成佛). »

### Premier concile bouddhique
La grotte de Saptaparni, également située sur cette montagne, aurait été le lieu de résidence occasionnel du Bouddha. Ce serait également le site du premier concile bouddhique présidé par Mahakassapa.